# Kuojtakiloyan

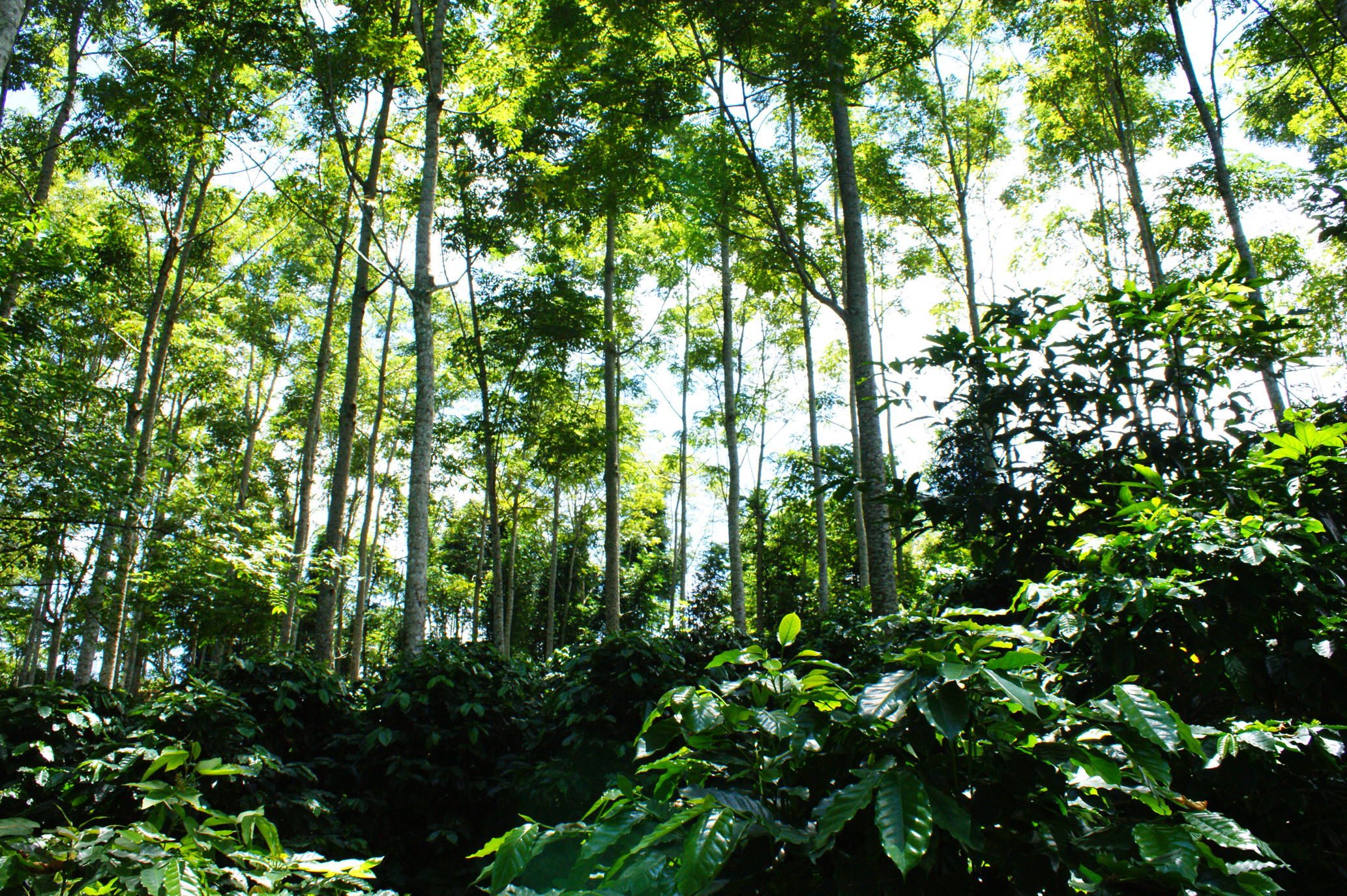
Café bajo sombra (Coffea arabica) en la Sierra Norte de Puebla.

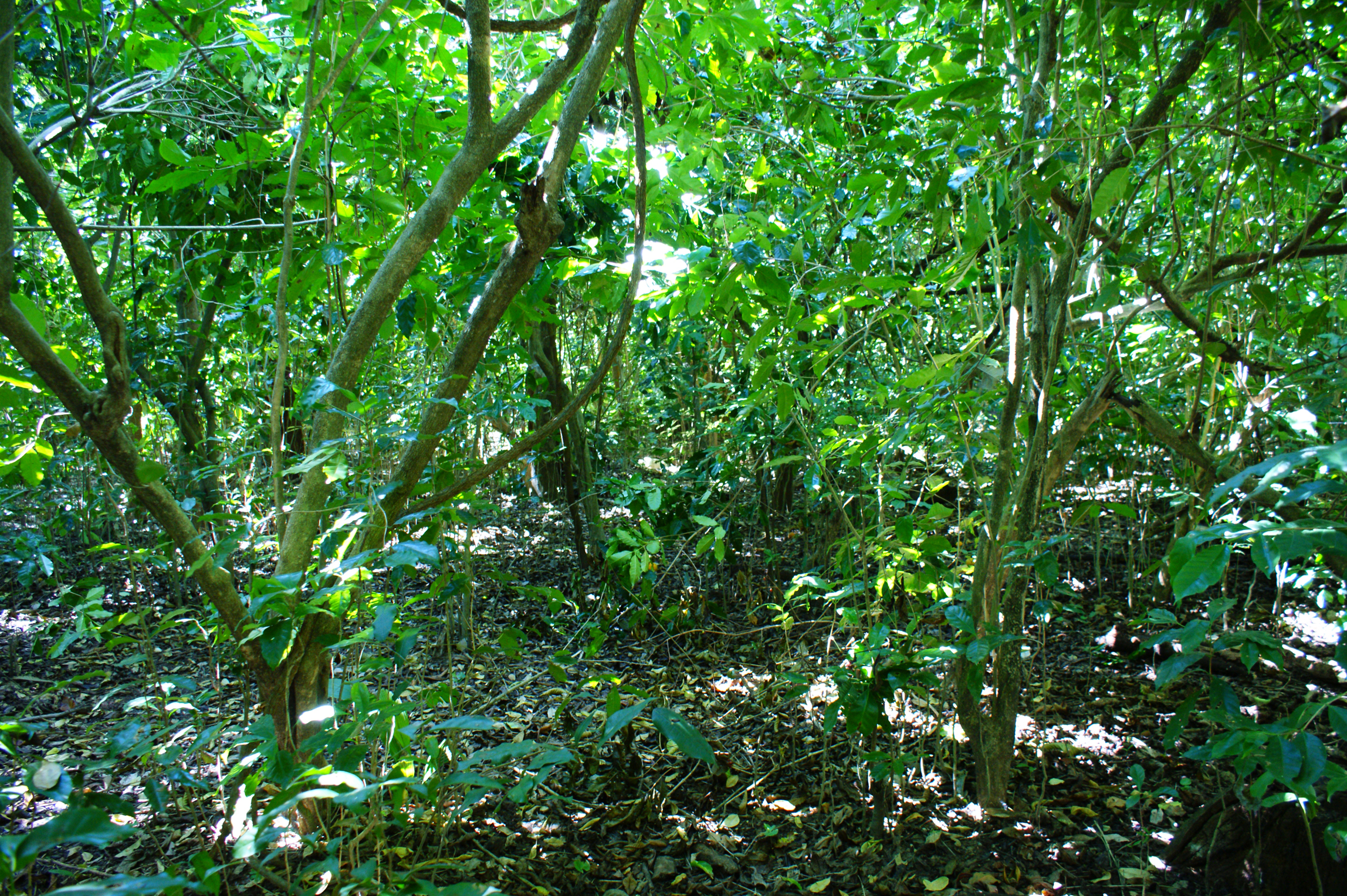
Kuojtakiloyan.

Kuojtakiloyan es un término masewal que quiere decir 'bosque útil' o 'bosque que produce', es un sistema agroforestal desarrollado y mantenido por pueblos indígenas de la Sierra Norte de Puebla. No solamente se ha convertido en una fuente de recursos (alimentos, hierbas medicinales, combustibles, floricultura, etc.) vital para la población local, sino que además es una transformación del medio respetuosa con la biodiversidad y la conservación natural. El kuojtakiloyan surge directamente del conocimiento ancestral que tienen nahuas y totonakús de su entorno natural, y pese a su desconocimiento entre la población general mexicana, muchos expertos agronómicos del mundo lo señalan como caso de éxito de la agroforestería sostenible y practicada en comunidad.
El kuojtakiloyan es un policultivo de paisaje selvático en el que se cultivan aguacates, camotes, canela, capulines, chalahuites, cítricos, guajes, macadamia, mangos, plátanos, zapotes, etc. Además, se recolectan una amplia variedad de setas y quelites (hierbas silvestres) comestibles. Se planta jonote porque su fibra es útil en cestería, y también el bambú, que es de rápido crecimiento, para construir cabañas y demás. Un cultivo que se da de forma paralela al kuojtakiloyan es el café bajo sombra (kafentaj), fundamental para obtener un café de calidad. La población local ha favorecido la proliferación de abejas sin aguijón (pisilnekemej) incluyendo las plantas que polinizan. De las abejas obtienen miel, polen, cera y propóleo.

## Etimología
El término es una palabra de la lengua de los nahuas, particularmente del Náhuatl de la Sierra Noreste de Puebla, llamado localmente masewalkopa o lengua masewal: kuojta significa 'monte' y kiloyan 'productivo'. Según otras fuentes, en cambio, proviene de kuoj, 'monte', taki 'fruta, que da frutos' y -loyan (sufijo locativo).

## Metodología
En el kuojtakiloyan se combinan plantas silvestres con plantas cultivadas. En este tipo de parcelas agrícolas se conserva la estructura de los bosques originales, mientras que se modifica la composición de las especies. Hasta un 96% de las plantas en un kuojtakiloyan tienen alguna utilidad para el ser humano. Las temporadas de cultivo y cosecha en el koujtakiloyan obedecen al ciclo del agua.
Se cree que el kuojtakiloyan nació cuando se introdujo el café en la Sierra Norte durante el siglo XIX. Al ser un cultivo umbrófilo, los indígenas vieron la oportunidad de combinarlo con las plantas del monte, basado en el respeto a la naturaleza a la vez que altamente utilitario. En imágenes satelitales de un estudio de 2009 se diferenciaron claramente dos sistemas agroforestales distintos, basados en la estructura del dosel arbóreo: el «cafetal bajo sombra» correspondía a un bosque más simplificado, mientras que el «kuojtakiloyan» correspondía a zonas altamente diversificadas.

### Café
Los cafetales bajo sombra (kafentaj en masehual) en forma de policultivos suponen mayores ingresos para los agricultores, ya el precio del café es muy inestable, pero con el resto de productos que se obtienen del kuojtakiloyan es más fácil hacer frente a esos altibajos. En la actualidad, aproximadamente el 80% del aromático se produce bajo sombra, mientras que el 20% restante se produce en el 'monte productivo' o kuojtakiloyan. La mayoría de productores de café son miembros de la cooperativa cafetalera Tosepan Titaniske.

## Afectación al medio ambiente
El kuojtakiloyan, al igual que el resto de policultivos, son sin lugar a dudas menos agresivos con los hábitats originales que los monocultivos, ya que en esencia buscan preservar la biodiversidad. Sin embargo, el kuojtakiloyan, como cualquier otra forma de cultivo, afecta negativamente a las zonas naturales poco transformadas por el ser humano. En un análisis comparativo entre los años 1979 y 2009 sobre la situación forestal de la Sierra Norte, se observó una dramática disminución de los ecosistemas originales de bosques de pino, bosque mesófilo de montaña y selva mediana subperennifolia (4,364.80 ha en 1979 a 2,724.42 ha en 2009).

## Reconocimiento
Para la Comisión Nacional de Áreas Naturales Protegidas (CONANP), el kuojtakiloyan es uno de los Sistemas Agroecológicos Tradicionales Altamente Resilientes (SATARES) que apoya y ayuda a gestionar, junto con la chinampa de los nahuas, la milpa y el kool (milpa maya), el te'lom huasteco, el cacaotal diversificado, el lamabordo y el tecorral de La Mixteca, los chahues de la costa oaxaqueña y el ekuaro de los pur'épechas.

### Mediateca
- Ramírez Cuevas, J. (2014). «Sierra Norte por la Vida» (documental). YouTube.